# Берикские городские стены
Берикские городские стены (англ. Berwick town walls) — комплекс оборонительных сооружений, построенных вокруг города Берик-апон-Туид.
Первые городские стены Берика были построены в начале XIV века при Эдуарде I, после того как он отвоевал город у шотландцев. Они простирались на 2 мили в длину, имели толщину более метра и высоту до 7 метров, башни достигали высоты 18 м.
С 1313 года строительство и укрепление стен финансировались за счёт муража (англ.) — налога на определённые товары, ввозимые в Берик. Тем не менее к 1405 году стены пришли в упадок и не помешали Генриху IV сравнительно легко захватить город.
Северо-западнее городской стены располагался и построенный ранее Берикский замок, соединённый с городом мостом, ведущим к воротам в стене. В отличие от городских стен, замок представляет собой руины.
В 1552 году к стенам пристроен форт. Но уже к 1560 году при Елизавете I было решено, что модернизировать существующие стены нецелесообразно, и вместо этого был построен новый комплекс городских укреплений в итальянском стиле, разрушивший значительную часть более ранней средневековой каменной кладки.

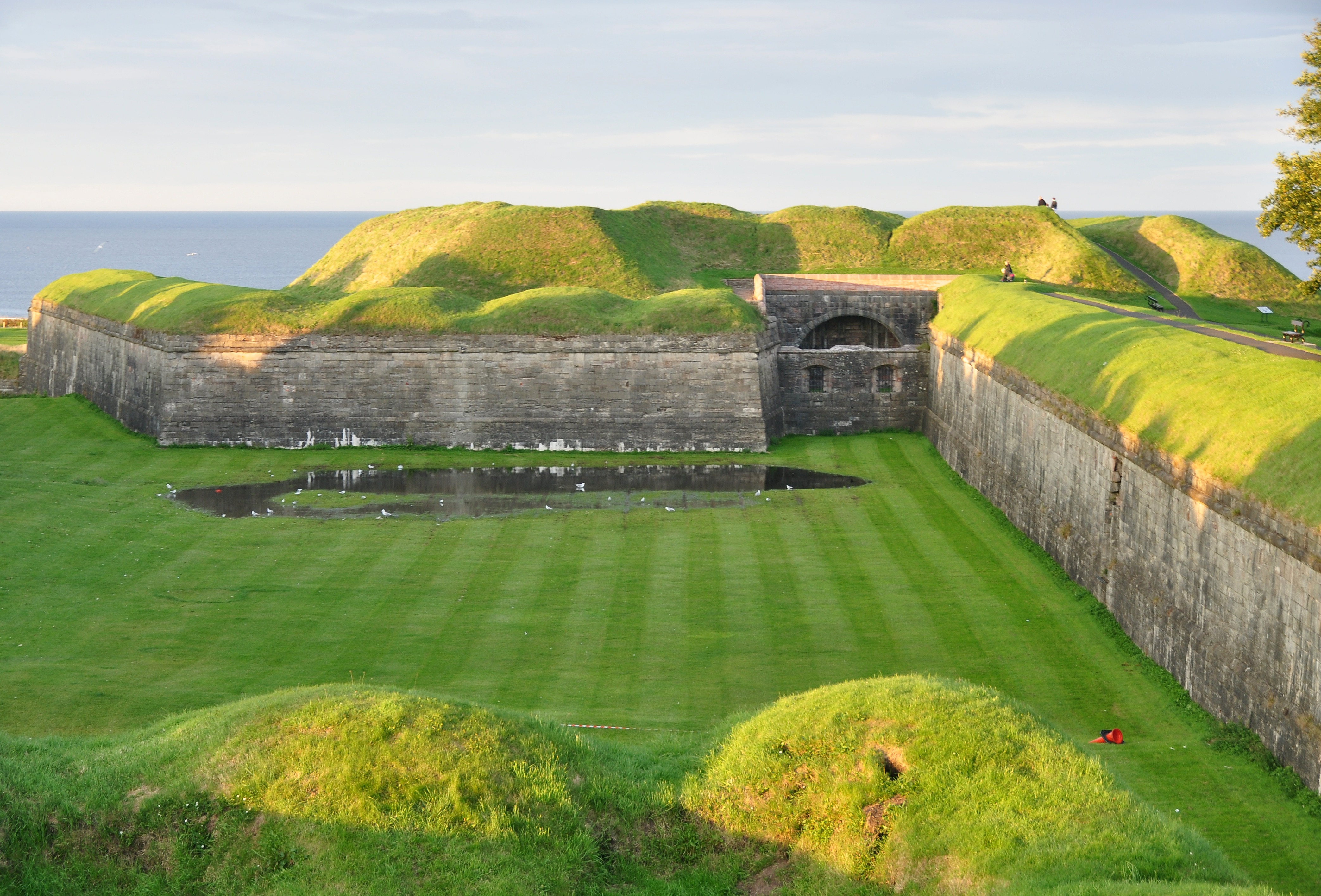
Елизаветинские валы

Под руководством Ричарда Ли (англ.) построены рвы и новые стены, подкреплённые прочными земляными валами, предназначенными для обороны от артиллерийских атак. Новое сооружение включало пять бастионов, а в стенах было четверо ворот.
Сегодня Берикские стены являются памятником архитектуры I класса.